# 川田修平
川田 修平（かわた しゅうへい、1994年4月5日 - ）は、埼玉県深谷市出身のプロサッカー選手。Jリーグ・栃木SC所属。ポジションは、ゴールキーパー。

## 来歴
大宮アルディージャユースに所属していた2011年からトップチームに2種登録選手として登録。2012年も引き続きトップチームに帯同した。
2013年より、トップチームへ正式に昇格。2014年、J3に参戦するJリーグ・アンダー22選抜に選手登録された。
大宮では昇格直後に江角浩司・北野貴之がおり、2015年になると塩田仁史・加藤順大が加わり出場機会がなく、2016年より栃木SCに育成型期限付き移籍により加入した。移籍後は吉満大介・竹重安希彦に次ぐ3番手となり、序盤の数試合しかベンチには座れなかった。
2017年1月27日、栃木へ完全移籍。この年も新加入のジョニー・レオーニが加入してレギュラーとなったため引き続き3番手となったが、終盤は竹重に代わり第2GKを務め7試合連続でベンチ入りした。
栃木はJ2復帰を果たしたものの、2018年1月13日に今度は藤枝MYFCへ育成型期限付き移籍。藤枝では同じく新加入だった杉本拓也の控えを務めていたが、8月6日に移籍期間を前倒しして栃木へ復帰した。しかし、復帰後は竹重とレオーニの前に1試合もベンチ入りできなかった。
竹重とレオー二が揃って退団した2019年はFCソウルより加わったユ・ヒョンに正GKを譲るも、石川慧を抑えて控えの座を確保。第9節柏レイソル戦で途中出場により移籍後初出場を果たす。その後も控え生活が続いたが、ユヒョンが負傷離脱したことに伴い第35節徳島ヴォルティス戦で移籍後初先発を果たすと、以降8試合連続で先発出場。当初チームはJ3降格圏に低迷していたが終盤4試合を3勝1分・その間僅か1失点で駆け抜け、鹿児島ユナイテッドFCを得失点差で上回り逆転でのJ2残留に貢献した。
2020年は背番号1に変更。初の開幕スタメンを勝ち取るもののV・ファーレン長崎に0-1で敗れ、新型コロナウィルスによる中断から再開後は塩田仁史にポジションを奪われる。しかし、塩田の負傷を機にすぐさまポジションを奪還。その後もスタメン出場を続けていたが、9月以降は横浜F・マリノスより期限付きで加入したオビ・パウエル・オビンナにポジションを奪われ再び控えに降格。その後オビはマリノスに呼び戻され退団したが、終盤戦は負傷から復帰した塩田の後塵を拝した。移籍後最多の22試合に出場したがレギュラー定着には至らなかった。
塩田が移籍した2021年は開幕スタメンを奪取。シーズン中盤まではレギュラーとして出場していたが、夏にオビが再びレンタルで復帰するとポジションを奪われ、以降の出場は無かった。
オビが再びマリノスへ復帰した2022年は昨年と同じく再び開幕スタメンに抜擢された。第9節のアルビレックス新潟戦の敗戦後新潟から期限付きで加入した藤田和輝に一時ポジションを奪われたが、藤田の退場により第15節ヴァンフォーレ甲府戦から再度先発起用されるとスタメン出場し続け、最終的に自身最多の35試合に出場した。
2023年は藤田に開幕スタメンを奪われ第8節レノファ山口戦からスタメンに復帰。第15節水戸ホーリーホック戦から再び藤田にポジションを奪われた。藤田が2022年アジア競技大会のメンバーに選ばれたため再度先発で起用されるも、3連敗となり藤田がチームに復帰後は控えに回った。
藤田がジェフユナイテッド市原・千葉に移籍した2024年は盛岡から加入した丹野研太に開幕スタメンを譲った。

## 所属クラブ
- 深谷豊里サッカースポーツ少年団[1]
- FC深谷[1] (深谷市立豊里中学校)
- 2010年 - 2012年 大宮アルディージャユース[1] (埼玉県立与野高等学校)
  - 2011年4月 - 2012年 大宮アルディージャ (2種登録選手)
- 2013年 - 2016年  大宮アルディージャ
  - 2014年 - 2015年 Jリーグ・アンダー22選抜
  - 2016年  栃木SC (期限付き移籍)
- 2017年 -  栃木SC
  - 2018年2月 - 同年8月  藤枝MYFC (期限付き移籍)

## 個人成績
| 国内大会個人成績 | 国内大会個人成績 | 国内大会個人成績 | 国内大会個人成績 | 国内大会個人成績 | 国内大会個人成績 | 国内大会個人成績 | 国内大会個人成績 | 国内大会個人成績 | 国内大会個人成績 | 国内大会個人成績 | 国内大会個人成績 |
| 年度             | クラブ           | 背番号           | リーグ           | リーグ戦         | リーグ戦         | リーグ杯         | リーグ杯         | オープン杯       | オープン杯       | 期間通算         | 期間通算         |
| 年度             | クラブ           | 背番号           | リーグ           | 出場             | 得点             | 出場             | 得点             | 出場             | 得点             | 出場             | 得点             |
| 日本             | 日本             | 日本             | 日本             | リーグ戦         | リーグ戦         | リーグ杯         | リーグ杯         | 天皇杯           | 天皇杯           | 期間通算         | 期間通算         |
| ---------------- | ---------------- | ---------------- | ---------------- | ---------------- | ---------------- | ---------------- | ---------------- | ---------------- | ---------------- | ---------------- | ---------------- |
| 2013             | 大宮             | 35               | J1               | 0                | 0                | 0                | 0                | 0                | 0                | 0                | 0                |
| 2014             | 大宮             | 35               | J1               | 0                | 0                | 0                | 0                | 0                | 0                | 0                | 0                |
| 2015             | 大宮             | 35               | J2               | 0                | 0                | -                | -                | 0                | 0                | 0                | 0                |
| 2016             | 栃木             | 35               | J3               | 0                | 0                | -                | -                | -                | -                | 0                | 0                |
| 2017             | 栃木             | 23               | J3               | 0                | 0                | -                | -                | 0                | 0                | 0                | 0                |
| 2018             | 藤枝             | 1                | J3               | 0                | 0                | -                | -                | -                | -                | 0                | 0                |
| 2018             | 栃木             | 23               | J2               | 0                | 0                | -                | -                | 0                | 0                | 0                | 0                |
| 2019             | 栃木             | 23               | J2               | 9                | 0                | -                | -                | 2                | 0                | 11               | 0                |
| 2020             | 栃木             | 1                | J2               | 22               | 0                | -                | -                | -                | -                | 22               | 0                |
| 2021             | 栃木             | 1                | J2               | 19               | 0                | -                | -                | 1                | 0                | 20               | 0                |
| 2022             | 栃木             | 1                | J2               | 35               | 0                | -                | -                | 0                | 0                | 35               | 0                |
| 2023             | 栃木             | 1                | J2               | 10               | 0                | -                | -                | 2                | 0                | 12               | 0                |
| 2024             | 栃木             | 1                | J2               | 2                | 0                | 1                | 0                | 1                | 0                | 4                | 0                |
| 2025             | 栃木SC           | 1                | J3               |                  |                  |                  |                  |                  |                  |                  |                  |
| 通算             | 日本             | 日本             | J1               | 0                | 0                | 0                | 0                | 0                | 0                | 0                | 0                |
| 通算             | 日本             | 日本             | J2               | 97               | 0                | 1                | 0                | 6                | 0                | 104              | 0                |
| 通算             | 日本             | 日本             | J3               | 0                | 0                | 0                | 0                | 0                | 0                | 0                | 0                |
| 総通算           | 総通算           | 総通算           | 総通算           | 97               | 0                | 1                | 0                | 6                | 0                | 104              | 0                |

その他の公式戦
| 2014   | J-22   | -      | J3     | 1 | 0 | 1 | 0 |
| 2015   | J-22   | -      | J3     | 0 | 0 | 0 | 0 |
| 通算   | 日本   | 日本   | J3     | 1 | 0 | 1 | 0 |
| 総通算 | 総通算 | 総通算 | 総通算 | 1 | 0 | 1 | 0 |

- 2011年、2012年は2種登録選手としての出場は無し。
- Jリーグ初出場 - 2014年3月16日 J3第2節 対藤枝MYFC（藤枝総合運動公園サッカー場）

## 代表歴
- 2010年 U-16日本代表候補
- 2011年  U-17日本代表
- 2013年  U-20日本代表